# John Willaert
John Willaert is een Vlaams acteur.
Zijn bekendste rol is die van Karel Mijs in Spoed.
Hij speelde gastrollen in Heterdaad (Man 1 comité P), F.C. De Kampioenen (antiquair Kriekemans), Hallo België (Festivalorganisator Hilaire Keldermans), Thuis (verzekeringsexpert), Zone Stad (Walter), Spoed (Koster), Witse (René Thijssens) en Wittekerke (Carlos & Ivo Goeminne).